# Файкс, Францишек
Францишек Юзеф Файкс, пол. Franciszek Józef Faix (9 марта 1896, Градек, Австро-Венгрия — 27 апреля 1953, Вроцлав, Польша) — военнослужащий Войска Польского и Армии Крайовой, пехотный полковник. Кавалер Ордена Virtuti militari. Участник двух Мировых войн. Был заключённым концлагеря Освенцим, одним из числа тех, кто сумел совершить успешный побег из лагеря.

## Биография
Сын Марии Шмидт и Кароля Файкса.
На военной службе с 16 августа 1914 года. Начал служить командиром взвода во 2-м стрелковом полку 2-й бригады Пехоты легионеров Австро-венгерской армии. Приказом командования Пехоты легионеров № 150 от 7 сентября 1915 года произведён в сержанты.
В составе 3-го батальона 2-го стрелкового полка 5 ноября 1915 года был ранен в сражении под Белгово, через два дня попал в плен к русским. Был освобождён в связи с выходом Российской Империи из войны.
16 августа 1918 года поступил в Офицерскую школу 5-й польской стрелковой дивизии, которую окончил 1 ноября 1918-го. В день окончания школы был произведён в лейтенанты.
С 12 июля 1919 года участвовал в Советско-польской войне. 6 января 1920-го снова попал в плен. В июле и августе 1920 года дважды пытался бежать из плена, во второй раз успешно. 25 сентября 1920-го вернулся в Польшу. 23 октября 1920 года утверждён в звании капитана во 2-й полк Пехоты легионеров. После окончания войны остался в Войске Польском и служил на разных должностях.
С 1 января 1927 года майор Войска Польского.
19 марта 1938 года Файксу присвоено звание подполковника.
С 14 декабря 1938 года по август 1939 года служил 1-м заместителем командира 42-го стрелкового полка Войска Польского в Белостоке.
В сентябре 1939-го командир Резервного центра 18-й стрелковой дивизии. 26 сентября 1939 года в районе Парчева присоединился к 79-му стрелковому полку в составе оперативной группы «Полесье». После разгрома «Полесья» в Битве при Коцке (2-6 октября 1939 года) пробрался в район Кельце, где начал организовывать партизанское движение.
С марта 1940-го находился в краковском подполье. Был арестован 18 мая 1943 года и заключён в тюрьму Монтелюпих в Кракове. После краткого следствия переведён в концлагерь Освенцим.
Прибыл в Освенцим 20 июля 1943 года. Был зарегистрирован по поддельным документам, которые имел при себе во время ареста, как «Болеслав Лимановский», скульптор, лагерный номер 130377.
6 июля 1944 года бежал из лагеря и вернулся в Краков, где вновь примкнул к Армии Крайовой.
Дослужившись до звания полковника, стал заместителем командира Оперативной группы Армии Крайовой «Сленск Цешински».
В апреле 1945 года Файкс стал соорганизатором польской Делегации Вооружённых сил.
14 октября 1945 года вместе с другими членами Делегации встретился с Болеславом Берутом, представив обращение об освобождении солдат Армии Крайовой, депортированных в Советский Союз.
8 августа 1948 года он был арестован сотрудниками Управления общественной безопасности во Вроцлаве. Во время следствия подвергался жестоким пыткам, освобождён без приговора суда 25 сентября 1949 года.
Вновь арестован 2 сентября 1952 года. 1 марта 1953 года освобождён в связи с крайне плохим состоянием здоровья. Семья поместила его 13 апреля 1953 года в больницу с диагнозом «желтуха», где он был прооперирован 25 апреля 1953 года и через два дня скончался.

## Награды
- Золотой крест Ордена Virtuti militari;
- Серебряный крест Ордена Virtuti militari (№ 7001 от 17 мая 1922 года);
- Крест Независимости (от 2 августа 1931 года);
- Крест Храбрых (трижды) «За подвиги мужества и отваги, проявленные в боях 1918—1921 годов»;
- Золотой Крест Заслуги (от 19 марта 1936 года);
- Медаль «Участнику войны. 1918—1921»;
- Медаль «10-летие обретения независимости»;
- Памятная медаль Великой войны (Франция).